# Simulium duodenicornium
Simulium duodenicornium är en tvåvingeart som beskrevs av Pipinelli, Hamada och Trivinho-strixino 2005. Simulium duodenicornium ingår i släktet Simulium och familjen knott. Inga underarter finns listade i Catalogue of Life.